# Tutufa rubeta
Tutufa rubeta is een tropische zeeslak uit de familie Bursidae. De wetenschappelijke naam van de soort is gepubliceerd in 1758 door Linnaeus onder de naam Bursa rubeta in de tiende editie van Systema naturae.

## Voorkomen
De soort leeft in de Indische Oceaan op rotsbodems en koraalriffen. Het is een carnivoor en kan tot 250 mm groot worden en lijkt erg veel op de Tutufa bubo maar heeft een hogere top (waardoor de lengte-breedteverhouding smaller is).